# Ханькоу
Ханько́у (кит. 汉口, пиньинь Hànkǒu, буквально: «устье Ханьшуй») — исторический населённый пункт в Китае, активно развивавшийся во второй половине XIX века и начале XX века. В настоящее время его территория является частью Уханя.

## История

### Основание
Изначально эти земли являлись частью уезда Ханьян (汉阳县). Во второй половине XV века река Ханьшуй, ранее впадавшая в Янцзы южнее места размещения властей уезда, сменила русло и стала впадать севернее места размещения властей. На северном берегу нового русла Ханьшуй в месте её впадения в Янцзы и образовался посёлок Ханькоу (汉口镇). Первым зафиксированным в документах жителем этого места считается некий Чжан Тяньцзюэ (張天爵). В 1525 году там было уже 1281 строение, и Ханькоу делился на 5 кварталов, 4 из которых располагались на северном берегу Ханьшуй, и 1 — на южном. Свидетельством развитости поселения может служить то, что там был учреждён пост охраны порядка (汉口巡检司), который изначально размещался на южном берегу, и лишь во второй половине XVII века переехал на северный берег.

### Развитие

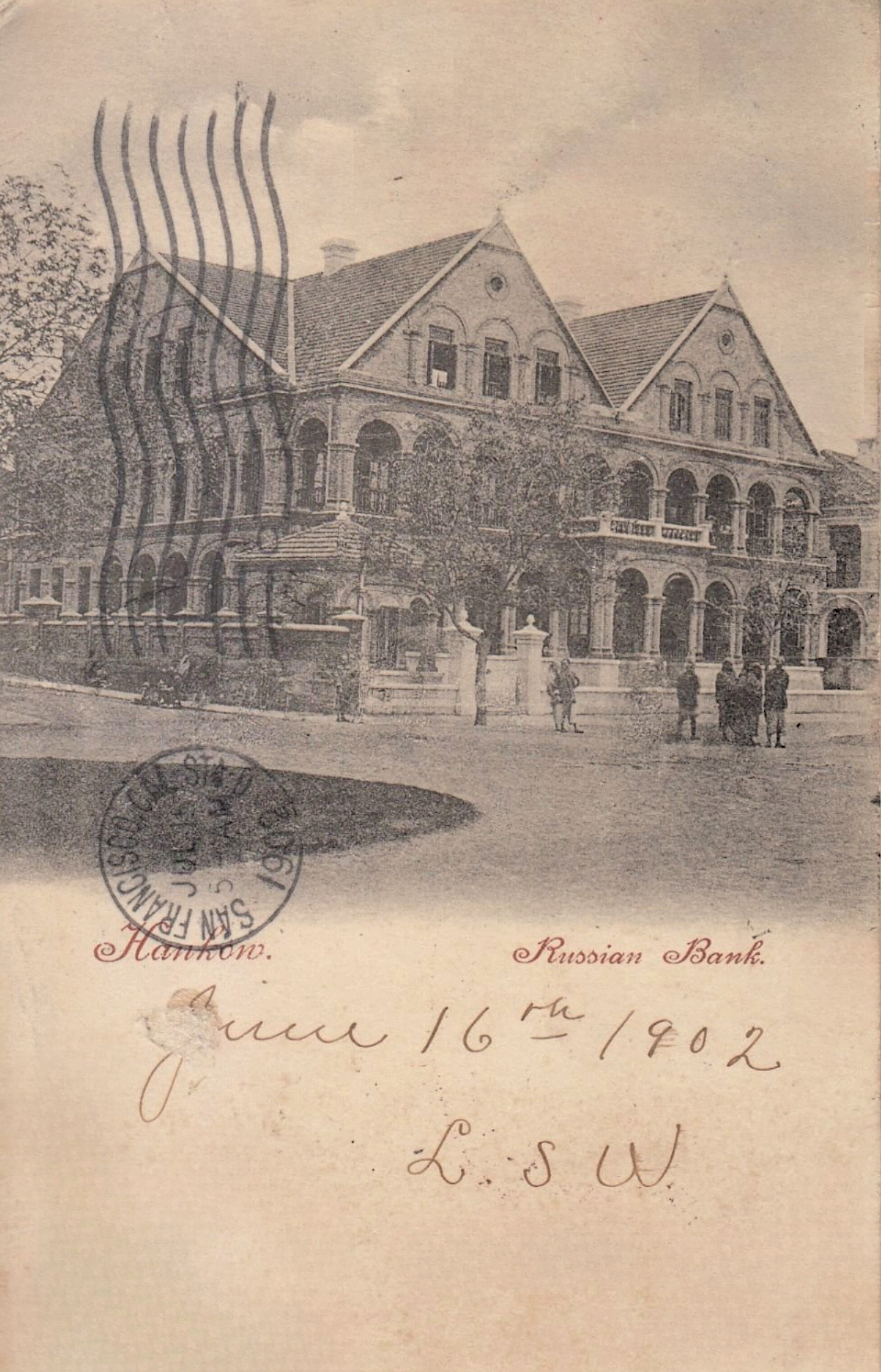
Русский банк в Ханькоу, 1902 год

В XVI веке Ханькоу благодаря своему удачному месторасположению стал важным местом торговли и перераспределения для двух важнейших товаров того времени — риса и соли. В последующем его значение постоянно росло, и в XVIII веке он стал одним из четырёх «знаменитых торговых городков» (四大名镇). К XIX веку о нём уже хорошо знали и иностранные купцы, и поэтому после того, как в 1860 году Цинская империя проиграла Вторую опиумную войну, Ханькоу стал одним из портов на Янцзы, которые были открыты для внешней торговли. После этого на пустынной территории к северу от посёлка в 1861 году возникла Британская концессия, в 1895 году — Германская, в 1896 году — Российская и Французская, и в 1898 году — Японская концессии. В связи с бурным развитием этих земель в 1899 году хугуанский наместник (湖广总督) Чжан Чжидун решил изменить схему администрирования территории, и в этих местах был образован отдельный Сякоуский комиссариат (夏口厅). 7-13 апреля 1891 года город во время Восточного путешествия посетил цесаревич Николай Александрович. 

### Эпоха Китайской Республики

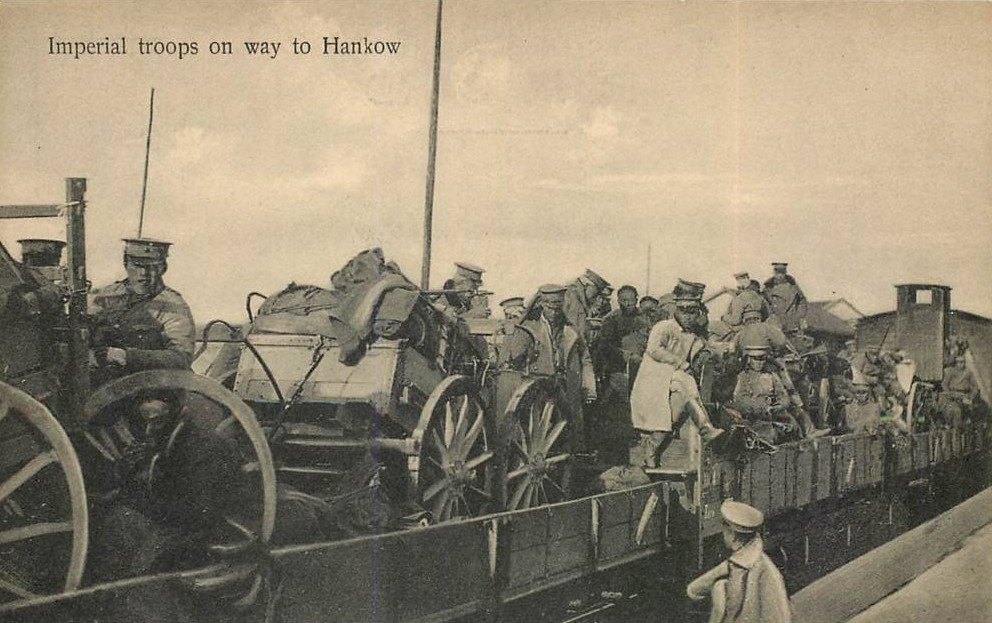
Войска Империи Цин на пути в Ханькоу в 1911 году

10 октября 1911 году в расположенном на противоположном берегу Янцзы уезде Цзянся началось Учанское восстание, охватившее всю урбанизированную зону в районе впадения Ханьшуй в Янцзы. Это стало началом Синьхайской революции, в результате которой была свергнута монархия и Китай стал республикой. В Китайской Республике была проведена реформа структуры административного деления, в ходе которой комиссариаты были упразднены, и поэтому в 1912 году Сякоуский комиссариат был преобразован в уезд Сякоу (夏口县).
Китайская Республика вступила в Первую мировую войну на стороне Антанты, что позволило в 1917 году ликвидировать Германскую концессию, на месте которой был образован Первый особый район (第一特别区). В 1924 году под управление китайских властей перешла и территория Российской концессии, на землях которой был образован Второй особый район (第二特别区).
В 1920-х Китай был расколот на враждующие собой милитаристские группировки. В 1926 году из провинции Гуандун начался Северный поход с целью объединения страны под руководством партии Гоминьдан. Осенью гоминьдановскими войсками был взят Учан, и было решено перенести сюда из Гуанчжоу столицу контролируемой гоминьдановцами территории. 21 ноября 1926 года гоминьдановским правительством был издан указ о том, что с 1 января 1927 года Учан, Ханьян и Ханькоу объединяются в единый город под названием «Ухань», который становится столицей Китайской Республики. В 1927 году на территорию Британской концессии были введены китайские войска, и англичанам пришлось согласиться на «совместное управление», а в 1929 году Британская концессия была официально ликвидирована и на её месте был образован Третий особый район (第三特别区).
После того, как 12 апреля 1927 года гоминьдановцы устроили резню коммунистов в Шанхае, возмущённый этим Ван Цзинвэй 18 апреля объявил в Ухане о разрыве с гоминьдановцами из Нанкина, подконтрольными Чан Кайши. Однако затем и Ван Цзинвэй порвал с коммунистами, в результате чего 1 августа произошло Наньчанское восстание, а 21 сентября Уханьское правительство официально воссоединилось с Нанкинским правительством. Столица страны была перенесена в Нанкин, а город Ухань был расформирован, вновь разделившись на три части. Ханькоу получил статус «особого города» (汉口特别市), напрямую подчинённого правительству страны. В 1929 году Ханькоу был понижен в статусе и подчинён властям провинции Хубэй, а уезд Сякоу был присоединён к городу Ханькоу. В апреле 1932 года Ханькоу опять получил статус «особого города», но уже в июне вновь стал обычным городом.

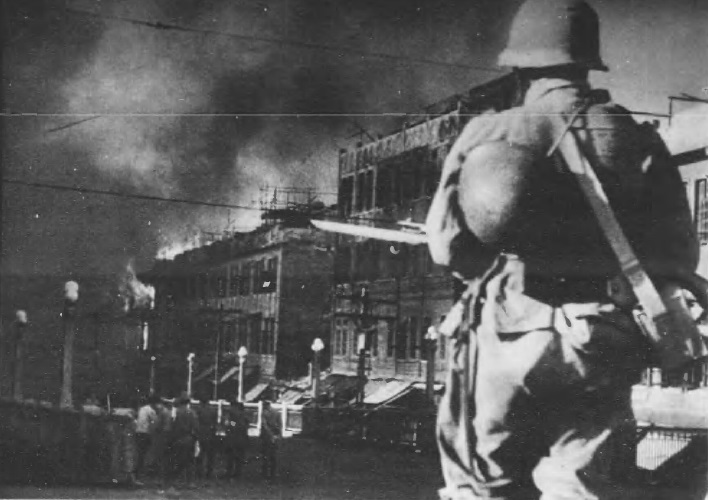
Бои за в Ханькоу 1938 году.

Во время Второй японо-китайской войны трёхградье Ухань и его окрестности стали в 1938 году местом Сражения при Ухане. После того как в 1938 году трёхградье захватили японцы, Ухань стал для Японии важным транспортным центром для операций в южном Китае. В 1943 году Вишистская Франция, чтобы поддержать прояпонское марионеточное правительство Китая, объявила об отказе от Французской концессии в Ханькоу и возвращении её Китаю (после войны власти Франции сделали аналогичное заявление в 1946 году).
После капитуляции Японии и перехода всей полноты власти к Китайской Республике Ханькоу в 1947 году опять стал городом, напрямую подчинённым Исполнительному Юаню Китайской Республики (汉口院辖市).

### Исчезновение
Во время гражданской войны эти места были заняты войсками коммунистов в мае 1949 года, после чего Учан, Ханьян и Ханькоу были вновь объединены в город Ухань. После изменения административно-территориального деления города на землях бывшего Ханькоу были образованы районы Цзянъань, Цзянхань, Цяокоу и Дунсиху.